# Francesco Lismanini
Francesco Lismanini (Corfù, 1504 circa – Königsberg, aprile 1566) fu un frate francescano italiano di origine greca, convertitosi al calvinismo e, forse, all'antitrinitarismo.

## Biografia
I suoi genitori greci si trasferirono presto in Italia e nel 1515 a Cracovia, in Polonia dove nel 1525 Francesco si fece frate francescano. Buon predicatore, fu scelto dalla regina Bona Sforza, sua connazionale e moglie del re Sigismondo I, come predicatore e confessore personale. 
Nel 1540 fu eletto Padre provinciale dei Francescani: frequentatore di un circolo umanista ed erasmiano, si avvicinò alle dottrine riformate così da essere sospettato di eresia nel 1550, durante un suo viaggio in Italia. Tornato in Polonia, viaggiò dal 1553 in Moravia, passando ancora in Italia e di qui in Svizzera, dove si proclamò apertamente calvinista e divenne amico di Giovanni Calvino, di Heinrich Bullinger e di Johannes Wolf.
Tornò in Polonia per far parte della chiesa protestante polacca, divenendo con Jan Łaski il suo maggior rappresentante e cercò di raggiungere un accordo con la chiesa antitrinitaria dei Fratelli Polacchi per rendere più forte il movimento riformato, ma di fronte all'opposizione di Calvino e di Bullinger il tentativo fallì. Questa sua iniziativa e il legame con Francesco Stancaro e Giorgio Biandrata gli valsero dai calvinisti e dai luterani l'accusa di antitrinitarismo, che egli tuttavia negò. 
Nel 1563 entrò al servizio del duca Albrecht di Prussia, a Königsberg, dove morì nel 1566.

## Scritti
- Brevis explicatio doctrinae de sanctissimae Trinitate, 1565
- Lettere